# HD82610
HD82610 — хімічно пекулярна зоря спектрального класу
A6 й має  видиму зоряну величину в смузі V приблизно  6,5.
Вона  розташована на відстані близько 245,2 світлових років від Сонця.

## Фізичні характеристики
Зоря HD82610 обертається 
дуже швидко 
навколо своєї осі. Проєкція її екваторіальної швидкості на промінь зору становить  Vsin(i)=170км/сек.
Телескоп Гіппаркос зареєстрував  фотометричну змінність  даної зорі з періодом    0,65 доби в межах від  Hmin= 6,85 до  Hmax= 6,37.